# Matsbotjärnen, Värmland
Matsbotjärnen är en sjö i Filipstads kommun i Värmland och ingår i Göta älvs huvudavrinningsområde.